# Phryxe tolucana
Phryxe tolucana är en tvåvingeart som beskrevs av Henry J. Reinhard 1956. Phryxe tolucana ingår i släktet Phryxe och familjen parasitflugor. Inga underarter finns listade i Catalogue of Life.